# 존 푸 (군인)

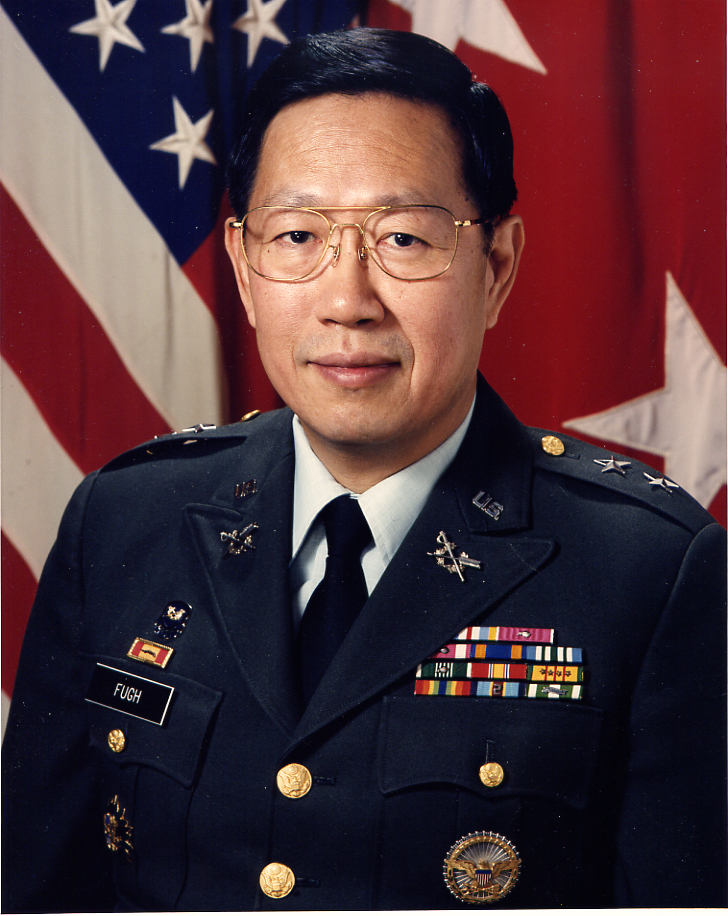
존 푸

존 푸(傅履仁, John Fugh, 1934년 9월 12일 ~ 2010년 5월 11일)는 중국 출신의 미국 군인 예비역 장성(육군 소장)이다.
그는 중화민국 허베이 성 베이핑에서 출생하였으며 지난날 한때 만주국 펑톈 성 펑톈에서 잠시 유아기를 보낸 적이 있고 그 후 중화민국 타이완 성 타이베이에서 성장하였는데, 그는 원래 만주족 푸차 하라(富察氏, 만주어: ᡶᡠᠴᠠ
ᡥᠠᠯᠠ Fuca Hala) 출신으로 1950년에 타이베이를 떠나 미국으로 이민가서 미국 육군 소장이 된다.